# Metabelba singularis
Metabelba singularis är en kvalsterart som beskrevs av Mihelcic 1964. Metabelba singularis ingår i släktet Metabelba och familjen Damaeidae. Inga underarter finns listade i Catalogue of Life.